# Bronze Radio Return
Bronze Radio Return es un grupo de indie rock e indie folk estadounidense integrado  por Chris Henderson (vocalista y guitarra), Robert Griffith (batería), Bob Tanen (bajo) y Matt Warner (teclado y órgano). Posteriormente se unieron Patrick Fetkowitz (guitarra) y Craig Struble (armónica y banjo). Su último álbum, "Light Me Up", fue lanzado el 16 de octubre de 2015 después de que el grupo decidiera hacerse independiente.

## Discografía

### Álbumes
- Old Time Speaker (2009)
- Shake! Shake! Shake! (2011)
- Up, On & Over (2013)
- Light Me Up (2015)

### EPs
- Bronze Radio Return EP (2008)